# Goede Herderkerk (Huizen)
De Goede Herderkerk, vaak afgekort tot GHK, is een hervormde protestantse kerk aan de Piersonlaan 2 in Huizen. De gemeente werd in 1962 opgericht en vond tot de ingebruikname van het huidige kerkgebouw in 1968 onderdak in een noodgebouw, in een tijd dat Huizen als groeikern van de Randstad hard groeide. Sinds 1 januari 2000 maakt de gemeente deel uit van de federatie Samen op Weg gemeente Huizen, waartoe ook de Kruiskerk en de Oosterlichtkerk behoren. Sinds februari 2008 maakt de federatie na een fusie met de Gereformeerde Kerk Huizen deel uit van Protestantse Gemeente Huizen (PKN Huizen). 
Het moderne kerkgebouw valt op door de smeedijzeren preekstoel, waarin de tekst uit Psalm 23: 1-4 is te lezen ("De Heer is mijn Herder"). Ook het metershoge frontale glas-in-loodraam is een abstracte weergave van datzelfde vers. Deze twee blikvangers staan thematisch in verband met de naam van de kerkgemeente.
Predikanten (onvolledig):
- Ben Elenga (1988 - 1994)
- Rob Doesburg (1995-2014)
- Geertje de Vries (18 januari 2015 - heden)